# Лагерев, Александр Валерьевич
Алекса́ндр Вале́рьевич Ла́герев (род. 7 мая 1959, Брянск) — ректор Брянского государственного технического университета (2002—2012), Председатель попечительского совета университета (2012—2013), заведующий кафедрой «Подъёмно-транспортные машины и оборудование» (1995—2014), заместитель директора по науке Научно-исследовательского института Фундаментальных и прикладных исследований Брянского государственного университета имени академика И. Г. Петровского (с 2014), член экспертного совета ВАК по машиностроению, член Аттестационной комиссии по вопросам присвоения ученых званий профессора по кафедре и доцента по кафедре Федеральной службы по надзору в сфере образования и науки, Сопредседатель Международной ассоциации славянских вузов, Сопредседатель Международной ассоциации вузов приграничных областей Беларуси и России, действительный член Академии промышленной экологии и Академии проблем качества, член-корреспондент РАЕ, автор более 280 научных работ, в том числе 19 монографий, 16 патентов и авторских свидетельств, Почётный работник высшего профессионального образования Российской Федерации, Лауреат Премии Правительства Российской Федерации в области образования. Учёная степень — доктор технических наук. Учёное звание — профессор.

## Биография
Родился 7 мая 1959 года в семье профессора и после окончания с золотой медалью средней школы № 39 г. Брянска поступил в Брянский институт транспортного машиностроения (БИТМ).
После окончания института в 1982 году по специальности «Динамика и прочность машин» поступил в аспирантуру Ленинградского политехнического института (ЛПИ).
В 1986 году защитил диссертацию на соискание учёной степени кандидата технических наук.
С 1982 года работает в Брянском государственном техническом университете последовательно в должности: инженера научно-исследовательского сектора (1982—1983), ассистента (1986—1989), доцента (1989—1991), профессора (с 1994), заведующего кафедрой «Подъёмно-транспортные машины и оборудование» (с 1995), учёного секретаря Учёного совета БГТУ (1995—2000), проректора по социально-экономической работе (2002).
В 1991 году поступил в докторантуру Санкт-Петербургского государственного политехнического университета (бывшего Ленинградского политехнического института).
В 1994 году защитил диссертацию на соискание учёной степени доктора технических наук на тему «Вероятностно-статистические основы методологии оценки эрозионного изнашивания влажнопаровых турбин, его прогнозирование и методы защиты».
С 2000 по 2002 год занимал пост генерального директора ООО «Промбезопасность».
С 2002 года работал в должности ректора Брянского государственного технического университета.
С 13 ноября 2012 года работал в Брянском государственном техническом университете в должности советника при ректорате по стратегическому развитию. Возглавлял попечительский совет университета.
С 25 августа 2014 года работает в Брянском государственном университете имени академика И. Г. Петровского в должности заместителя директора по науке Научно-исследовательского института Фундаментальных и прикладных исследований.
Женат, имеет двоих детей. Жена Эльвира Александровна Полянина — дочь заведующего кафедрой «Водные ресурсы» Марийского государственного технического университета А. Я. Полянина.
Александр Валерьевич является представителем целой династии научно-педагогических работников. В БГТУ-БИТМе в разные годы работали: его дед Василий Сергеевич (преподаватель математики), отец Валерий Васильевич (профессор, заведующий кафедрой), мать Лора Васильевна (старший лаборант), сын Игорь Александрович (доктор технических наук, доцент, исполняющий обязанности ректора КубГТУ).

## Научные интересы
- Разработка единой статистической теории эрозии турбин.
- Прогнозирование надежности технических объектов.
- Проектирование котельного оборудования малой мощности (для бытовых нужд).
- Изучение массопереноса и сепарации влаги и твёрдых частиц из потоков влажного пара.
- Разработка автоматизированных систем диагностики и мониторинга технических объектов, поднадзорных Ростехнадзору.
- Участвует в НИОКР по заказам промышленных предприятий.

## Изобретения
А. В. Лагерев — автор 17 патентов и авторских свидетельств. В том числе:
- Транспортная система «Канатное метро» (2012);
- Конвейер с подвесной лентой (2011)[4];
- Способ создания защиты лопаток паровых турбин (2011);
- Трёхзвенный гидравлический кран-манипулятор (2011)[5];
- Ленточно-тканый конвейер с подвесной лентой (2010)[6];
- Подвесной ленточный конвейер (2010)[7].
- Барабан подъёмно-транспортной машины (1991);
- Способ испытания материалов лопаток турбин на эрозионную стойкость (1990);
- Установка для эрозионного испытания (1988)
- Способ испытания материалов на эрозионную стойкость (1987)
- Установка для исследования концевых участков водосбросов с боковым сливом (1987);
- Корпус турбины (1986);
- Лопатка турбомашины (1986);
- Образец для определения прочности сцепления покрытия с подложкой (1985);
- Стенд для испытания конвейерной ленты (1984);
- Лопатка турбомашины (1984);
- Корпус турбины (1982).

## Итоги деятельности на посту ректора БГТУ
- Получена бессрочная лицензия на право ведения образовательной деятельности[8].
- В 2012 г. университет прошел государственную аккредитацию сроком на шесть лет.
- В 2012 г. по итогам мониторинга деятельности федеральных государственных образовательных учреждений высшего профессионального образования и их филиалов БГТУ был признан единственным эффективным на территории Брянской области из подотчетных Минобрнауки вузов[9].
- Построены и сданы в эксплуатацию 2 новых учебно-лабораторных корпуса. Корпус № 3 (2004), корпус № 4 (2011)[10]. Подготовлена заявка на строительство студенческого общежития (2012).
- К университету присоединен Брянский политехнический колледж им. Н. А. Кубяка[11]. Кроме прочего, это дало вузу большой участок земли в центре города, который в дальнейшем может быть использован для строительства новых корпусов и общежитий университета.
- На базе представительства создан филиал БГТУ в г. Людиново Калужской области[12].
- Возобновлена работа студенческого оздоровительного лагеря «Сосновка» в г. Жуковка. Остановлен самозахват лагеря рядом частных фирм. Выполнен ремонт летних домиков, проведен газ и сооружена скважина, построены два теплых зимних коттеджа[13].
- Активизировалась издательская деятельность. За период 2006—2010 гг. издано 57 монографий, 268 учебников и учебных пособий (среди них 39 учебных пособий с грифами Минобразования и УМО). Основан научный журнал «Вестник БГТУ»[14]. Журнал включен в Перечень ведущих рецензируемых научных журналов и изданий, в которых должны быть опубликованы основные научные результаты диссертаций на соискание ученых степеней кандидата и доктора наук.
- Широкое развитие получили студенческая самодеятельность и студенческое самоуправление. По предложению А. В. Лагерева основан и восемь раз (2004—2011) проведён Международный фестиваль студенческого творчества «Мы вместе!» с участием студентов России, Украины, Беларуси и Преднестровья[15]. Создан клуб интеллектуальных игр (2006) и регулярно проводился интеллектуальный турнир «Кубок ректора БГТУ» (2005—2012)[16]. Активизировало работу Молодёжное научно-техническое общество[17].